# エイジングジャパン
エイジングジャパンは、2004年10月1日から2006年まで全国のケーブルテレビで放送されていた情報番組である。

## 概要
主に30代以降の中高年向けの情報を伝えている。番組コンセプトは「地方」と「中高年」を元気にする情報番組。人気コーナーには、「わが町の世界遺産」「ス農（ノー）フードな旅」などがある。

## 出演者
- 生島ヒロシ
- 千綿舞子